# Cuevas de Talgua
Cuevas de Talgua es el nombre que recibe una cueva situada en el valle de Olancho, en el municipio de Catacamas, al noreste del país centroamericano de Honduras. Es a veces conocida como "La Cueva de las Calaveras brillantes" debido a la forma en que la luz se refleja de los depósitos de calcita que se encuentran en los restos óseos depositados allí. 

## Descripción
El sitio ha ganado el interés de los arqueólogos que estudian los entierros en cuevas de Centroamérica y de Mesoamérica como uno de los principios más amplios de las Preclásico medio (1000 - 900 a. C.). Ofrece muchas pistas valiosas sobre cómo los habitantes de la Cueva de Talgua pudieron haber formado un importante vínculo entre la Mesoamérica precolombina y las partes más al sur y el este de América Central, e inclusive extenderse a las sociedades en el norte de América del Sur y los Andes.